# Вільям Поромаа
Вільям Поромаа (швед. William Paromaa) — шведський  лижник, призер чемпіонату світу. 
Бронзову медаль світової першості Поромаа виборов у перегонах на 50 км класичним стлем на  чемпіонаті світу 2023 року, що проходив у словенській Планиці.